# Maria Ciesielska
Maria Ciesielska (ur. 15 sierpnia 1934 w Inowrocławiu) – polska aktorka teatralna, filmowa i dubbingowa.

## Życiorys
W 1955 roku, mając 21 lat, wystąpiła w filmie Godziny nadziei, potem zagrała wiele innych ról w takich filmach jak: Zimowy zmierzch, Dezerter, Zezowate szczęście, Kwiecień, Nieznany, Pasażerka, Dziadek do orzechów, Bolesław Śmiały. Ostatnią rolę zagrała w serialu Doktor Murek, w którym wcieliła się w rolę Miki Bożyńskiej.
W latach 1954–1958 aktorka Starego Teatru w Krakowie, od 1959 do 1968 i od 1984 do 1993 w Teatrze Polskim w Warszawie, w latach 1972-1982 w warszawskich Rozmaitościach. Wśród kilkudziesięciu ról zagrała m.in. Klarę w Ślubach panieńskich Aleksandra Fredry, Salomeę w Śnie srebrnym Salomei Juliusza Słowackiego, Kresydę w Troilusie i Kresydzie Williama Szekspira, Elżbietę w Ryszardzie III Szekspira, Marysię w Weselu Stanisława Wyspiańskiego, Julię w Wilkach w nocy Tadeusza Rittnera. Role filmowe m.in. w Zezowatym szczęściu (1960) i Pasażerce (1963) Andrzeja Munka, Powrocie Jerzego Passendorfera (1960), Kwietniu (1961), Między brzegami (1962), Nieznanym (1964) i Bolesławie Śmiałym własnego męża (1972). W Teatrze Telewizji m.in. w Wachlarzu lady Windermare Oscar Wilde'a (1969), Niewidzialnej kochance Pedro Calderóna de la Barca (1969), Stasiu Jerzego Jarockiego (1993).

## Udzieliła głosu
- 1941: Dumbo – pani Jumbo
- 1950: Kopciuszek (pierwsza wersja dubbingowa) – 
  - Cinderella (dialogi),
  - Narrator
- 1957: Nędznicy
- 1959: Śpiąca królewna – królowa
- 1960: Kto sieje wiatr – Rachel Brown
- 1961: Źródło trzech prawd – Danielle
- 1961: Całe złoto świata – Rose
- 1963: Judex albo zbrodnia ukarana – Jacqueline
- 1966: Życie złodzieja – Charlotte
- 1968: Pogromca zwierząt – Judyta
- 1969: Labirynt miłości – Ola
- 1974: W burzy Władysława Terleckiego – Pelagia Zgliczyńska[1]
- 1975: Ostatnia ofiara – Julia Tugina
- 1979: Porwany przez Indian
- 1992: Świat królika Piotrusia i jego przyjaciół – Flopsia Truś
- 1993: Wesoły świat Richarda Scarry’ego
- 1994: Spider-Man – Anastasia Hardy
- 2023: Doktor Who – Starsza Ruby Sunday